# Хват, Борис Борисович
Борис Борисович Хват (1871—1937) — директор Тверского института физических способов лечения, первый главный врач областной клинической больницы, Герой Труда.

## Биография
Первый директор Тверского медицинского техникума, образованного в 1923 году при слиянии Тверской школы сестёр милосердия (открыта 19 октября 1920 года) и Тверской акушерской школы (открыта 30 ноября 1921 года).
Похоронен в Твери на Первомайском кладбище.

## Награды
- Герой Труда.